# Partnergarnelen
Die Einteilung der Lebewesen in Systematiken ist kontinuierlicher Gegenstand der Forschung. So existieren neben- und nacheinander verschiedene systematische Klassifikationen. 
Das hier behandelte Taxon ist durch neue Forschungen obsolet geworden oder ist aus anderen Gründen nicht Teil der in der deutschsprachigen Wikipedia dargestellten Systematik.
Die Partnergarnelen (Pontoniinae) waren als Unterfamilie der Familie der Felsen- und Partnergarnelen (Palaemonidae) zugeordnet. Nach molekularbiologischen Untersuchungen konnte der Status einer Unterfamilie allerdings nicht mehr aufrechterhalten werden. Alle Gattungen wurden ohne weitere Gruppierung der Familie Felsen- und Partnergarnelen zugeordnet.

## Lebensweise
Der Unterfamilie wurden etwa 35 Gattungen mit ca. 200 Arten zugeordnet. Fast alle Arten leben in Korallenriffen, meist als obligatorische Kommensalen bei anderen wirbellosen Tieren, wie Schwämmen, Seeanemonen, Hydrozoen, Stein- und Weichkorallen, Weichtieren, Stachelhäutern und Seescheiden. Es kann jedoch auch Parasitismus sein. Ein paar Arten putzen wie die Putzergarnelen Fische. Einige wenige Arten leben räuberisch von kleinster Beute.
Die in Gemeinschaften lebenden Partnergarnelen sind oft in Farbe und Körperform dem Wirt angepasst. Viele haben die Farbe des Wirtes, in Nesseltiere lebende Arten wie die Gattung Periclimenes sind oft durchscheinend, mit nur wenigen Farbtupfern am Körper. Partnergarnelen, die in Schwämmen leben, haben einen zylindrischen Körper, um sich in den Röhren im Innern der Schwämme bewegen zu können. Die Bewohner von Korallenzwischenräumen sind abgeflacht, um kleinste Spalten nutzen zu können.

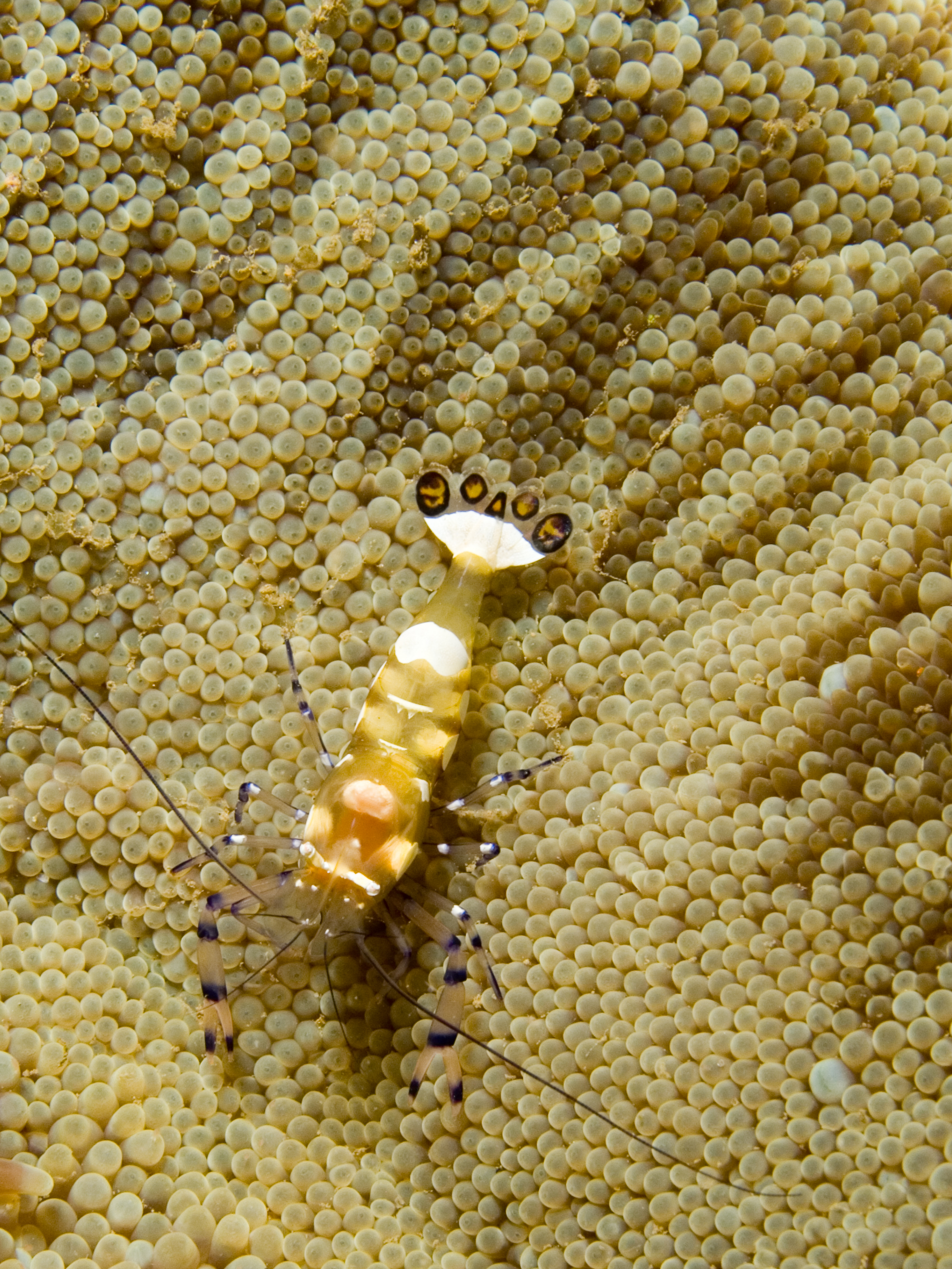
Periclimenes brevicarpalis auf der Teppichanemone (Stichodactyla haddoni)
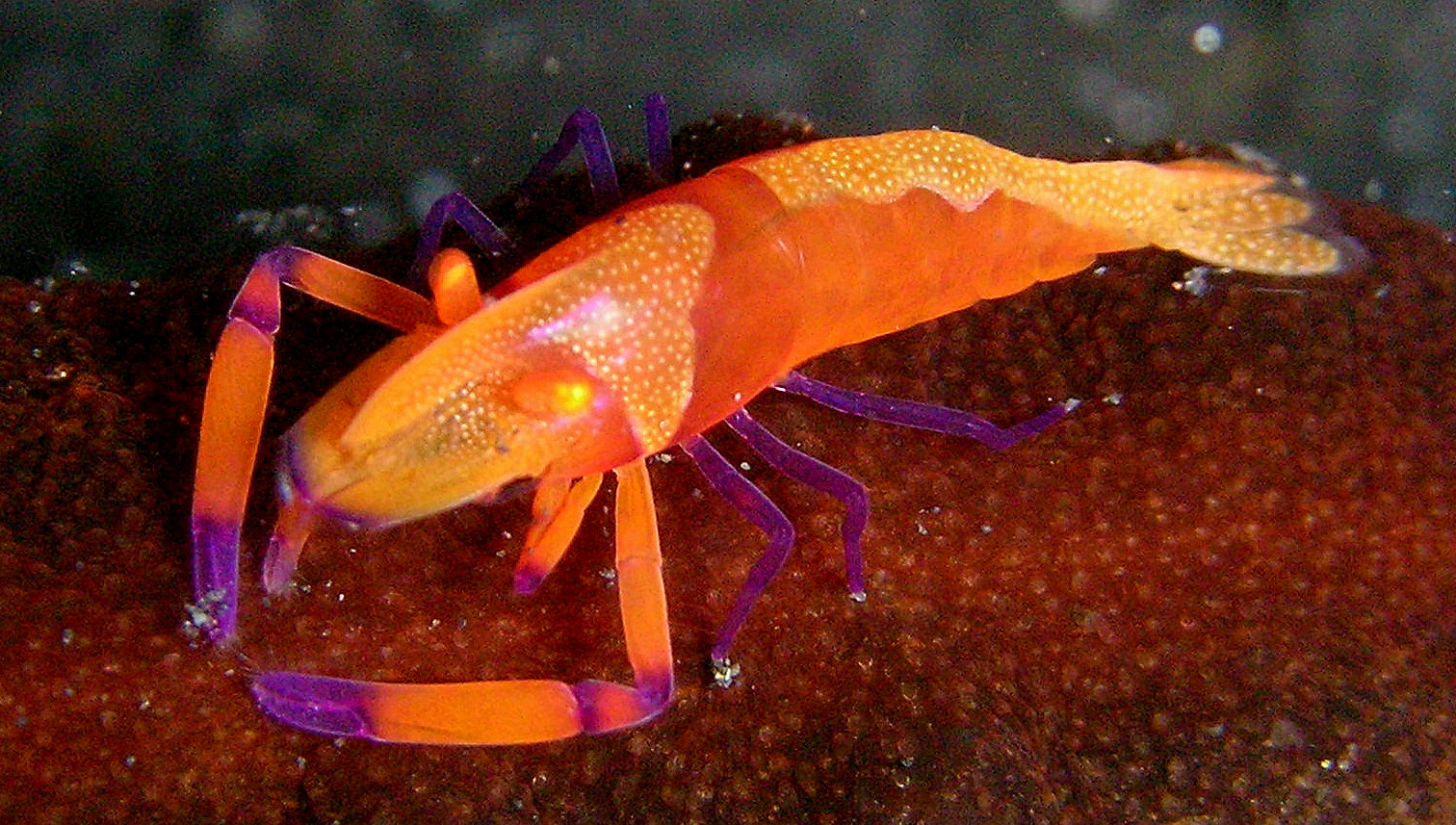
Imperatorgarnele (Periclimenes imperator).
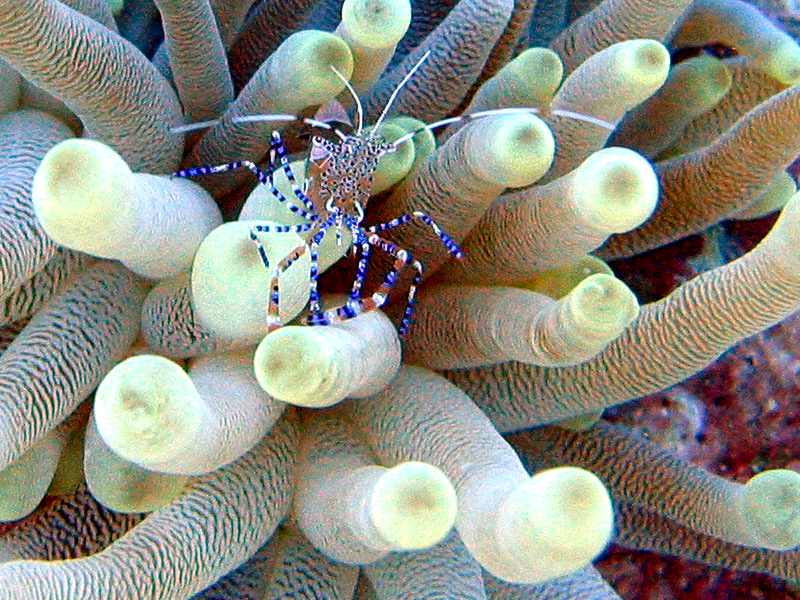
Periclimenes yucatanicus lebt in Seeanemonen.
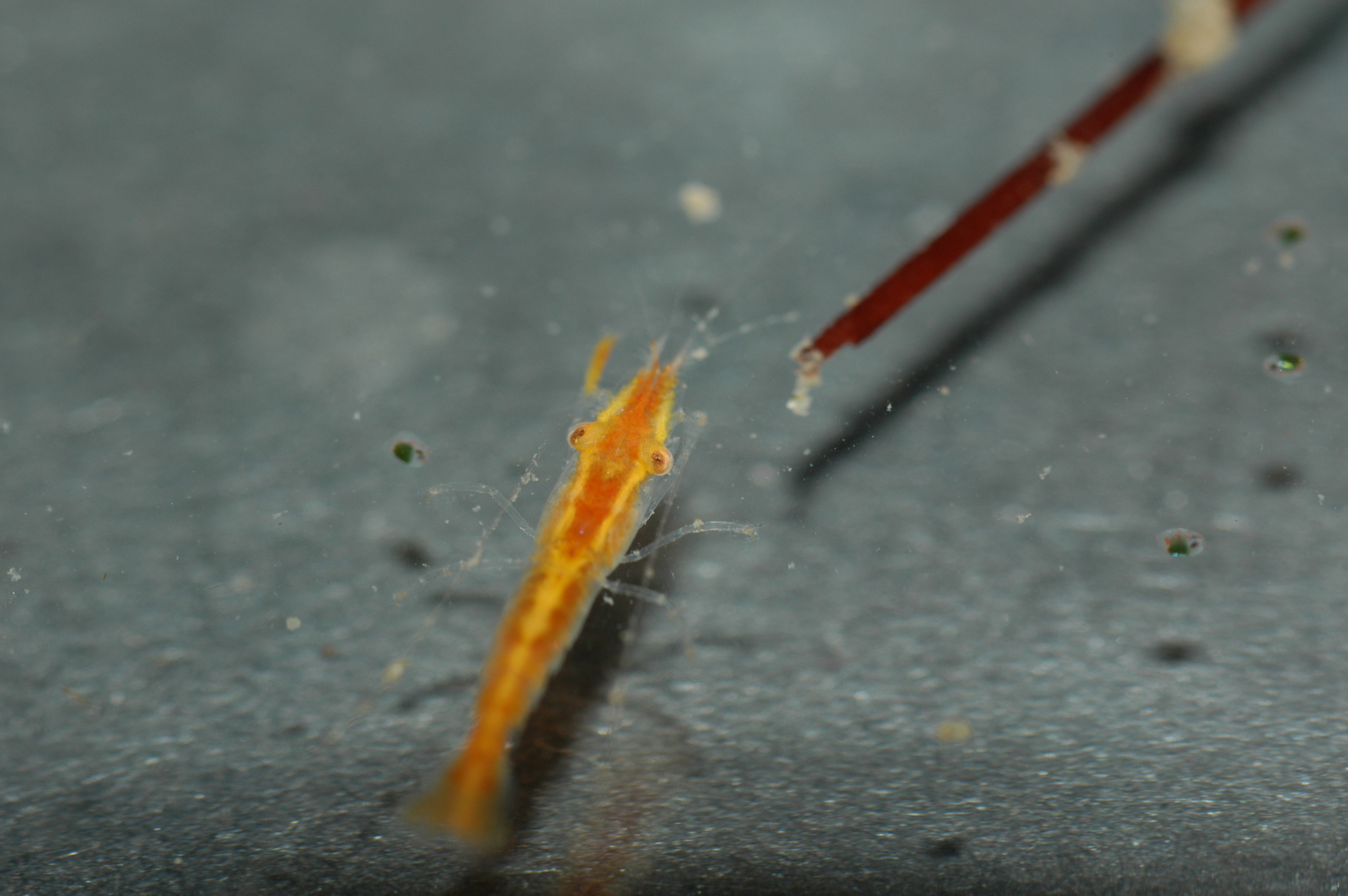
Tuleariocaris neglecta zwischen Seeigelstacheln.
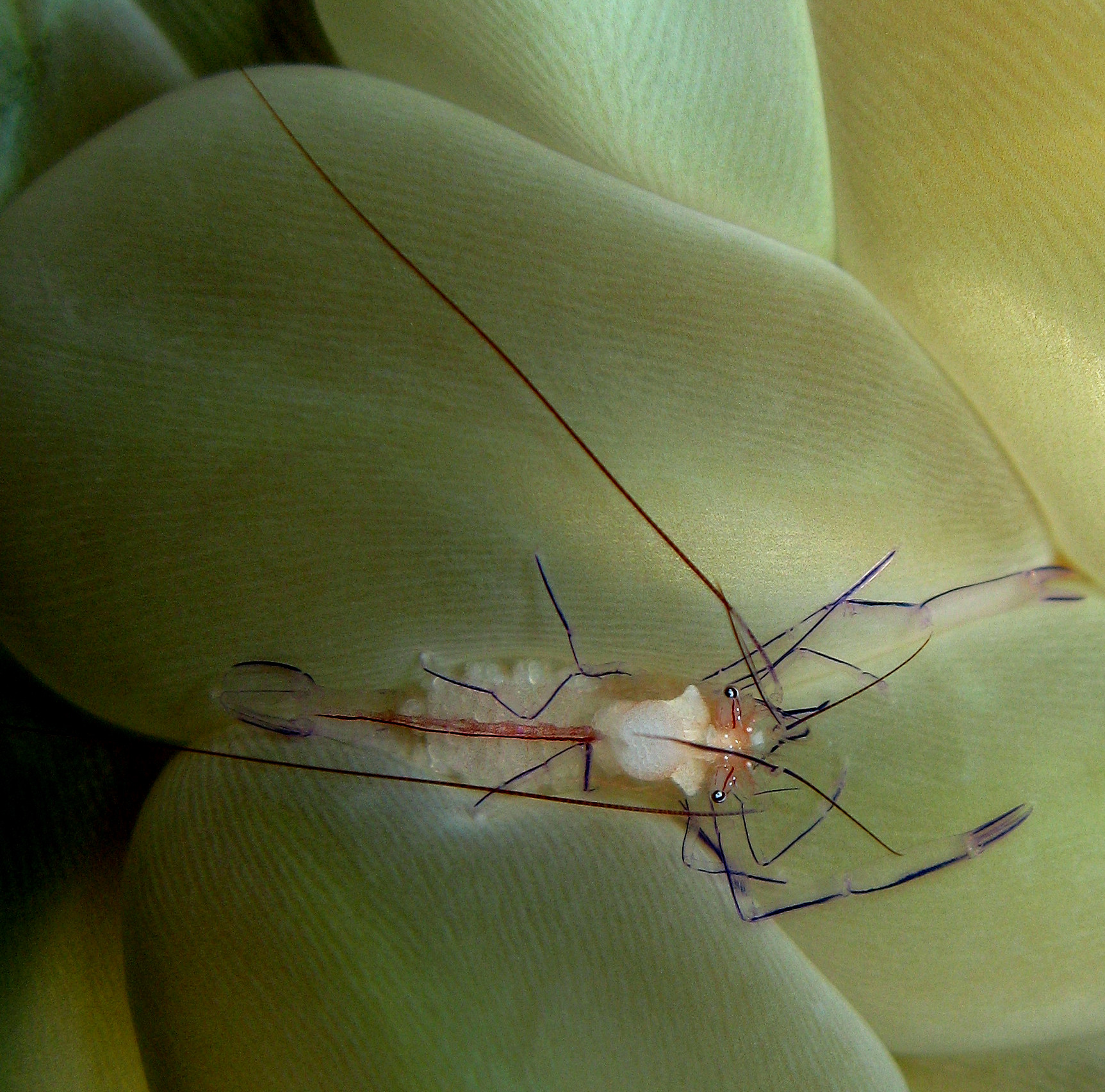
Palaemonella philippinensis auf der Blasenkoralle (Plerogyra sinuosa).